# Canale laterale alla Garonna

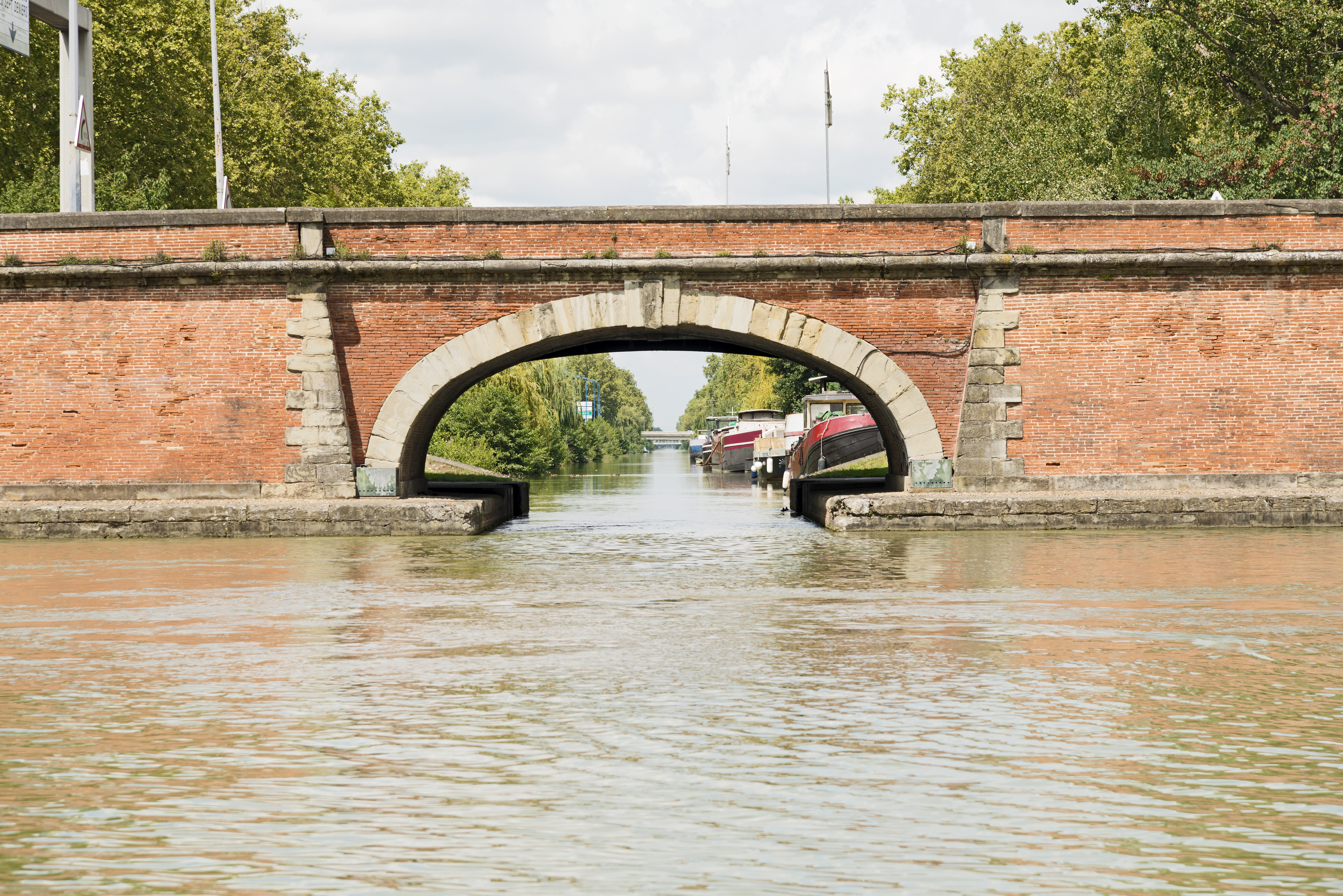
Punto di partenza del canale, a Tolosa

Il canale della Garonna (in francese Canal latéral à la Garonne), nominato sempre come canale laterale alla Garonna nei testi e nei documenti ufficiali, è un canale francese poco largo costruito nel XIX secolo che collega Tolosa a Castets-en-Dorthe (in Gironda) vicino a Bordeaux.
Esso è l'indispensabile prolungamento del canal du Midi che collega il Mediterraneo con Tolosa. Insieme formano il canale dei due mari che collega il Mar Mediterraneo a l'Oceano Atlantico.

## Storia
Il progetto fu affidato dal governo francese a Jean-Baptiste de Baudre, Inspecteur Divisionnaire des Ponts et Chaussées. La costruzione iniziò nel 1838 con un budget di quaranta milioni di franchi. I lavori iniziarono contemporaneamente in diversi punti del percorso, con migliaia di operai che costruirono i circa 193 km di via d'acqua, comprese alcune strutture notevoli come il famoso ponte del canale ad Agen.
Nel 1844 fu aperto il tratto Tolosa-Montech-Montauban (attraverso il canale di Montech). Il canale fu aperto alla navigazione a monte di Buzet-sur-Baïse nel giugno 1853 e completato nel maggio 1856.